# ارنست انفور
ارنست انفور (به انگلیسی: Ernest Webnje Nfor) یک بازیکن فوتبال اهل کامرون است.
وی سابقه عضویت در تیم‌هایی همچون خنت، نفتچی باکو، الوحده عربستان، باشگاه فوتبال فولاد خوزستان، و بیرکیرکارا را در کارنامه دارد.